# FCI Tallinn
FCI Tallinn (FC Infonet Tallinn) é um clube estoniano de futebol, da cidade de Tallinn . O clube foi fundado em 2002 e até 2010 se chamava Tallinna FC Atletike. No final de 2010 fundiu-se com FC Atletik Tallinn e FC Bercy Tallinn e passou a se chamar Tallinna FC Infonet. joga seus jogos no Sportland Arena

## Temporadas
| Temporada | Liga         | POS | PAR | v  | E  |    | GF  | GC | GD  | P  | Artilheiro             | Copa |
| --- | ------------ | --- | --- | -- | -- | -- | --- | -- | --- | -- | ---------------------- | ---- |
| Como Tallinna FC Atletik                                                                                               |              |     |     |    |    |    |     |    |     |    |                        |      |
| 2006 | V liiga      | 1.  | 15  | 12 | 1  | 2  | 70  | 14 | +56 | 37 |                        |      |
| 2007 | III liiga    | 5.  | 22  | 11 | 4  | 7  | 68  | 46 | +22 | 37 | Vadim Talama (14)      | 1/32 |
| 2008 | III liiga    | 7.  | 20  | 7  | 3  | 10 | 36  | 46 | -10 | 24 |                        | 1/64 |
| 2009 | III liiga    | 1.  | 22  | 21 | 1  | 0  | 113 | 28 | +85 | 64 | Aleksandr Altosar (31) | 1/32 |
| 2010 | II liiga     | 2.  | 24  | 18 | 1  | 5  | 78  | 32 | +46 | 55 | Nikolai Glebov (18)    | 1/8  |
| como FC Infonet |              |     |     |    |    |    |     |    |     |    |                        |      |
| 2011 | Esiliiga     | 2.  | 36  | 19 | 11 | 6  | 101 | 47 | +54 | 68 | Maksim Rõtškov (40)    | 1/16 |
| 2012 | Esiliiga     | 1.  | 36  | 26 | 5  | 5  | 94  | 33 | +61 | 83 | Manucho (31)           | 1/16 |
| 2013 | Meistriliiga | 6.  | 36  | 10 | 8  | 18 | 36  | 56 | -20 | 38 |                        | 1/8  |
| 2014 | Meistriliiga | 5.  | 36  | 19 | 9  | 8  | 80  | 44 | +36 | 66 |                        | 1/8  |
| 2015 | Meistriliiga | 4.  | 36  | 17 | 11 | 8  | 50  | 32 | +18 | 62 |                        | 1/8  |
| 2016 | Meistriliiga | 1.  | 36  | 24 | 8  | 4  | 74  | 33 | +41 | 80 |                        | 1/8  |
| 2017 | Meistriliiga | 0.  | 0   | 0  | 0  | 0  | 0   | 0  | -0  | 0  |                        | 1/8  |
| Total | Meistriliiga |     | 0   | 0  | 0  | 0  | 0   | 0  | -0  | 0  |                        |      |
| PAR - Jogos disputados; V - Vitorias, E - Empates, D - Derrotas, GF - gols Feitos, GC- gols Tomados, GD - Saldo de Gol |              |     |     |    |    |    |     |    |     |    |                        |      |

## Elenco atual
Atualizado em 2013.
Nota: Bandeiras indicam equipe nacional, conforme definido pelas regras de elegibilidade da FIFA. Os jogadores podem ter mais de uma nacionalidade não-FIFA.
| N.º |                 | Posição | Jogador                           |
| --- | --------------- | ------- | --------------------------------- |
| 1   | Estónia         | G       | Matvei Igonen                     |
| 2   | Estónia         | D       | Andrei Kalimullin                 |
| 4   | Estónia         | D       | Vladimir Avilov                   |
| 5   | Estónia         | D       | Anton Aristov                     |
| 7   | Estónia         | M       | Aleksei Demutski                  |
| 8   | Estónia         | A       | Aleksandr Kulatšenko              |
| 9   | Estónia         | M       | Jevgeni Harin                     |
| 10  | Estónia         | M       | Jevgeni Gurtšioglujants (capitão) |
| 11  | Costa do Marfim | A       | Manucho                           |
| 12  | Finlândia       | D       | Ville-Oskari Lehtonen             |
| 14  | Estónia         | M       | Nikita Martõnov                   |
| 15  | Estónia         | A       | Eduard Golovljov                  |
| 16  | Estónia         | M       | Aleks Mones                       |

| N.º |              | Posição | Jogador             |
| --- | ------------ | ------- | ------------------- |
| 17  | Rússia       | A       | Vladislav Smirnov   |
| 18  | Estónia      | M       | Vladislav Ogorodnik |
| 19  | Bielorrússia | M       | Vladimir Harlanov   |
| 20  | Estónia      | M       | Maksim Lipin        |
| 22  | Estónia      | D       | Trevor Elhi         |
| 23  | Ucrânia      | D       | Anton Chuikov       |
| 27  | Letónia      | M       | Renats Granovskis   |
| 38  | Estónia      | M       | Konstantin Nahk     |
| 69  | Estónia      | G       | Ilja Kassjantšuk    |
| 77  | Rússia       | D       | Ilya Tarasov        |
|     | Rússia       | A       | Aleksandr Bebikh    |
|     | Rússia       | M       | Vladimir Malinin    |

## Tecnicos
- Andrei Borissov (Janeiro de 2011–Julho de 2011)
- Aleksandr Puštov (Agosto de 2011–)